# USS Champion (AM-314)
Pour les autres navires du même nom, voir USS Champion.
Le USS Champion (pennant number AM-314)  est un dragueur de mines de la Classe Auk lancé pour la United States Navy (USN) et qui a servi pendant la Seconde Guerre mondiale.

## Conception
Le Champion est commandé pour le chantier naval de General Engineering & Dry Dock Company à Alameda dans l'état de Californie aux États-Unis. La pose de la quille est effectuée le 12 décembre 1942 sous le nom de HMS Akbar (BAM-1) pour la Royal Navy, et est lancé le 12 décembre 1942. Il est transféré à l'USN et renommé USS Champion (AM-340) le 23 janvier 1943 et mis en service le 8 septembre 1943.
Les dragueurs de mines de classe Auk sont armés d'un canon de 3 pouces/50 calibres (76,2 mm), 2 canons Bofors 40 mm et sont équipés 2 lanceurs de charge de profondeurs pour la lutte anti-sous-marine.

## Histoire
Le navire est le premier des 32 navires de la classe Auk commandés pour être transférés en Grande-Bretagne dans le cadre d'un Lend-Lease (prêt-bail), et désigné comme le dragueur de mines britannique HMS Akbar (BAM-1). Douze de ces navires ont été retenus pour servir dans la marine américaine.

### Seconde Guerre mondiale

#### Opérations dans le Pacifique
Après ses essais à San Diego en Californie, le 7 décembre 1943, le Champion arrive à Pearl Harbor le 13 décembre. Entre le 8 janvier et le 4 mars 1944, il est chargé de surveiller les navires vitaux entre Pearl Harbor et San Francisco, en Californie. Du 18 mars au 10 avril, il apporte un soutien plus direct aux opérations de première ligne en escortant deux convois de ravitaillement à Tarawa, après quoi il contrôle un convoi à Kwajalein du 19 avril au 7 mai pour soutenir l'opération des Îles Marshall. Après une courte révision, il se rend à Saipan pour des opérations de dragage de mines et des missions d'escorte locales à la fin juin, puis il  Pearl Harbor pour une révision plus approfondie. Du 13 septembre au 17 novembre, il garde des convois de Pearl Harbor à Eniwetok et Saipan, avant de s'entraîner pour l'opération d'Iwo Jima.

#### Les opérations d'Iwo Jima
Le Champion arrive au large d'Iwo Jima le 16 février 1945, alors que commence le bombardement préliminaire de trois jours de l'île. À l'exception de la période du 21 février au 4 mars, où il escorte un navire d'assaut déchargé à Saipan, d'où il revint avec des échelons de ravitaillement, le Champion reste au large d'Iwo Jima jusqu'au 7 mars. Après s'être approvisionné et ravitaillé en carburant à Ulithi, il a navigué vers Kerama Retto et Okinawa. Dans ces eaux dangereuses, il effectue des opérations de dragage de mines, et sert dans la protection des navires, du 24 mars au 19 juin, en plus d'un voyage d'escorte de convoi à Saipan du 25 avril au 19 mai.

#### Endommagé par un kamikaze
Le 16 avril, un avion suicide kamikaze s'écrase à proximité du Champion, projetant des débris qui l'endommagent légèrement et blessent quatre de ses hommes. Il retourne à  Seattle, dans l'état de Washington, le 20 juillet pour une révision qui dure jusqu'à la fin de la guerre.

### Dernières opérations en Extrême-Orient
Pour soutenir les activités d'occupation en Extrême-Orient, le Champion part de San Pedro, en Californie, le 4 décembre 1945, et fait escale à Pearl Harbor et à Eniwetok, pour arriver à Sasebo, au Japon, le 1er février 1946. De ce port, il nettoie les mines et patrouille dans le détroit de Tsushima jusqu'au 6 décembre, date à laquelle il se dirige vers la côte ouest des États-Unis.

### Démantèlement
Le Champion est mis hors service et placé en réserve à San Diego, en Californie, le 30 janvier 1947. Il est redésigné comme MSF-314 le 7 février 1955. Il est transféré au Mexique le 19 septembre 1972 sous le nom de Mariano Escobedo (C72), redésigné G03, et P103 en 1993. En 2007, le Mariano Escobedo est toujours actif dans la marine mexicaine.

Le navire a subi une modification du pont arrière dans le chantier naval de la marine mexicaine, modifiant la conception originale du dragueur de mines pour effectuer les opérations de plate-forme de surveillance des océans.

### Honneurs de bataille
- 3 battle stars (étoiles de batailles) pour ses actions durant la Seconde Guerre mondiale

### Participation auxconvois
Le Champion a navigué avec les convois suivants au cours de sa carrière:

### Commandement
- Lieutenant commander James Henry Howard, Jr. (USNR) du 8 septembre 1943 au 8 mai 1945
- Milton Albert Rusteen (USNR) du 8 mai 1945 au 8 septembre 1945

Notes:
USNR:United States Navy Reserve